# Миниметро Перуджи

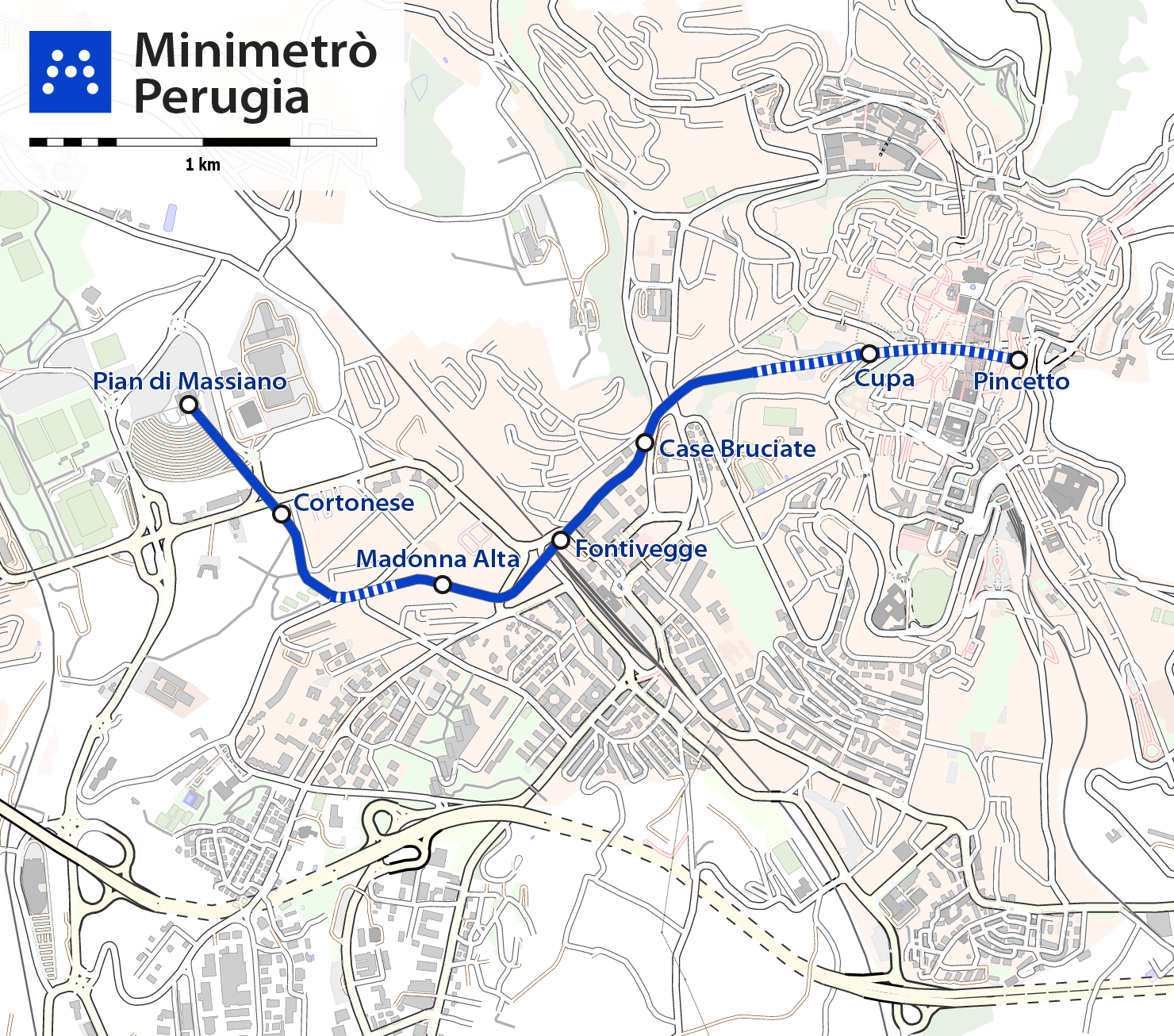
Схема линии

Миниметро Перуджи (итал. Minimetrò) — автоматизированная система перевозки пассажиров (АСПП) на канатной тяге в итальянском городе Перудже. Принцип её действия до некоторой степени схож с канатным трамваем и характеризуется преимущественно эстакадными путями, малой колеёй и малогабаритным одновагонным подвижным составом на кабельной тяге. На всех станциях установлены платформенные раздвижные двери.
Эта система длиной 3 км с 7-ю станциями была сооружена компанией Leitner AG после испытаний на тестовом участке в городе Випитено и открыта 29 января 2008 года.

## Описание

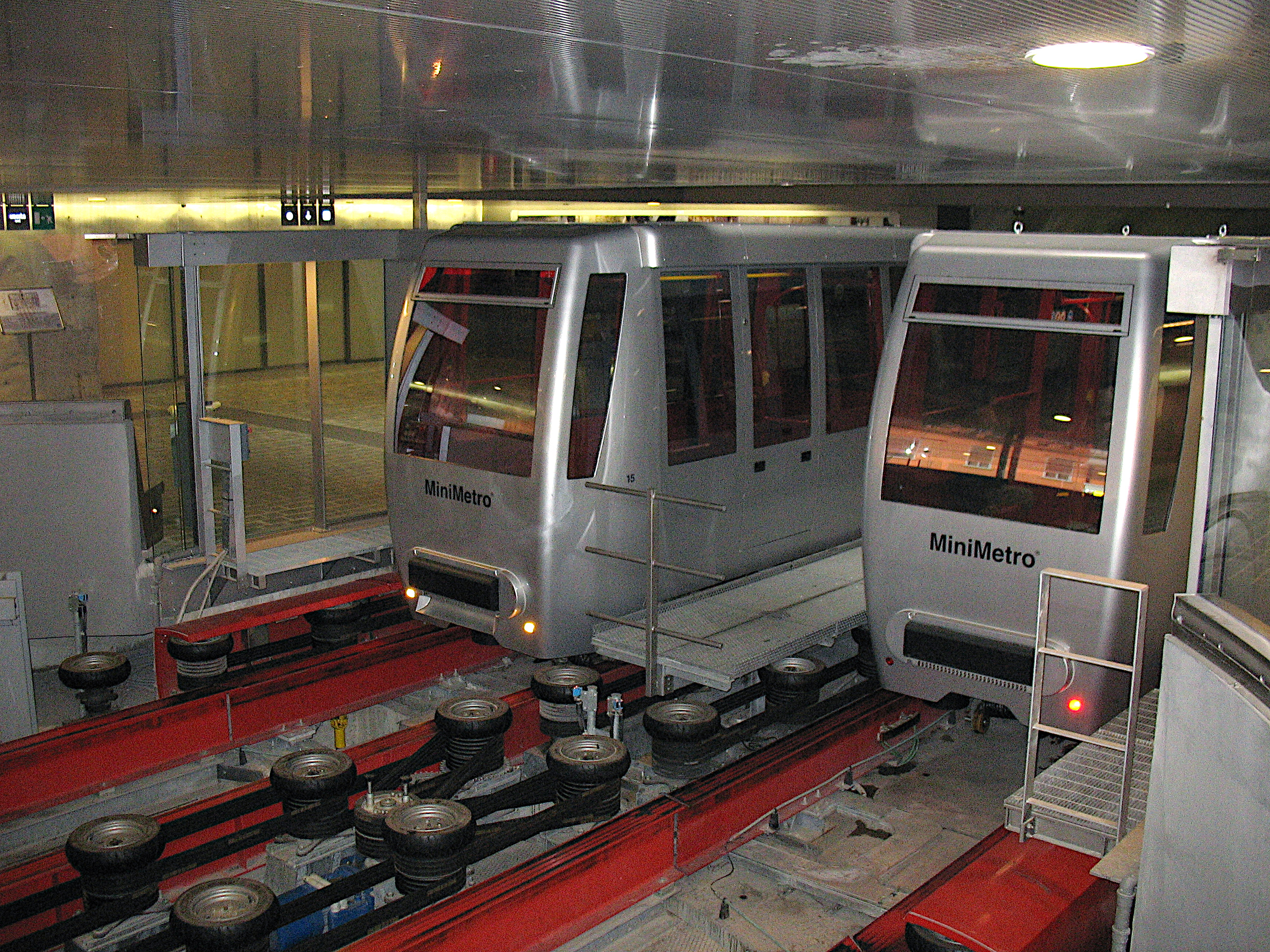
Вагоны на станции,
внизу виден разгонный механизм

Длина трассы — 3027 м; Перепад высот между нижней и верхней точкой — 161 м; Номинальный пассажиропоток системы — 3 тыс. чел. в час. Скорость движения 25 км/ч, время проезда 12 мин. В эксплуатации находятся 25 безмоторных вагонов на шинном ходу вместимостью 50 чел. каждый.
Вагоны следуют без машинистов под контролем центрального пункта управления. Каждый вагон, независимо от других, останавливается на станции, а затем разгоняется станционным оборудованием до скорости каната.
Система имеет пересадку на пригородные поезда Перуджи.